# Esqueje

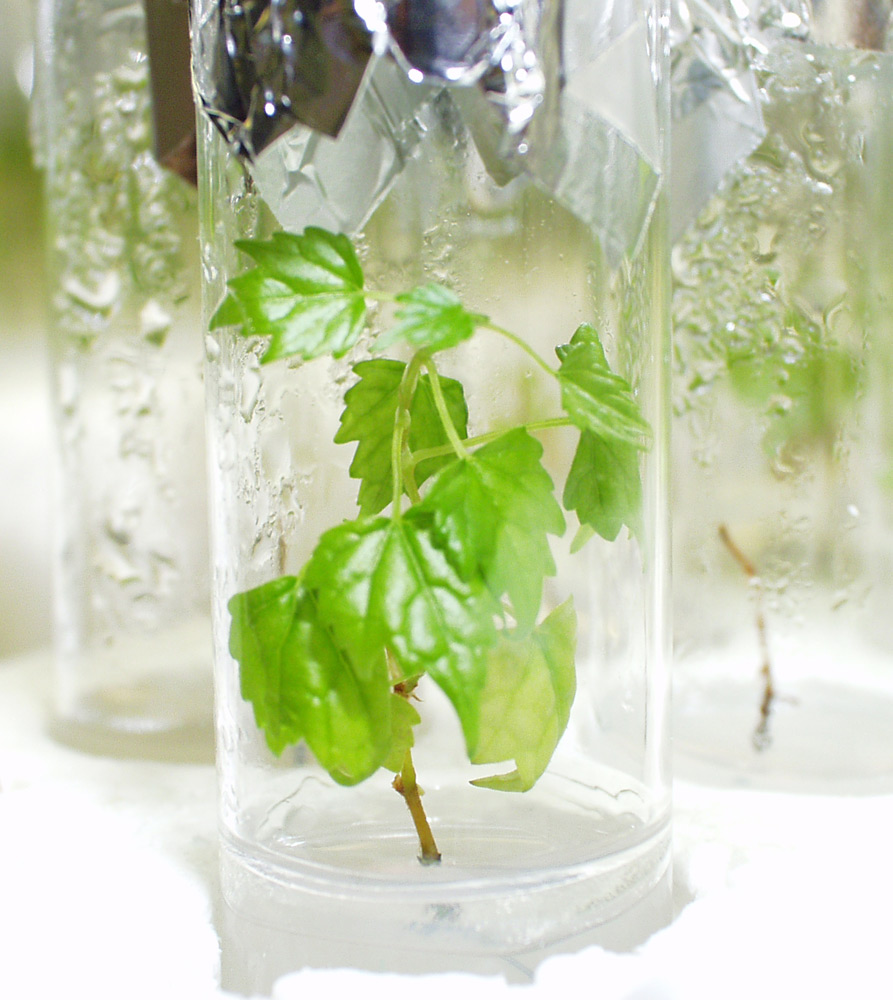
Vitis vinifera micropropagada en agar mediante una técnica de microesquejado

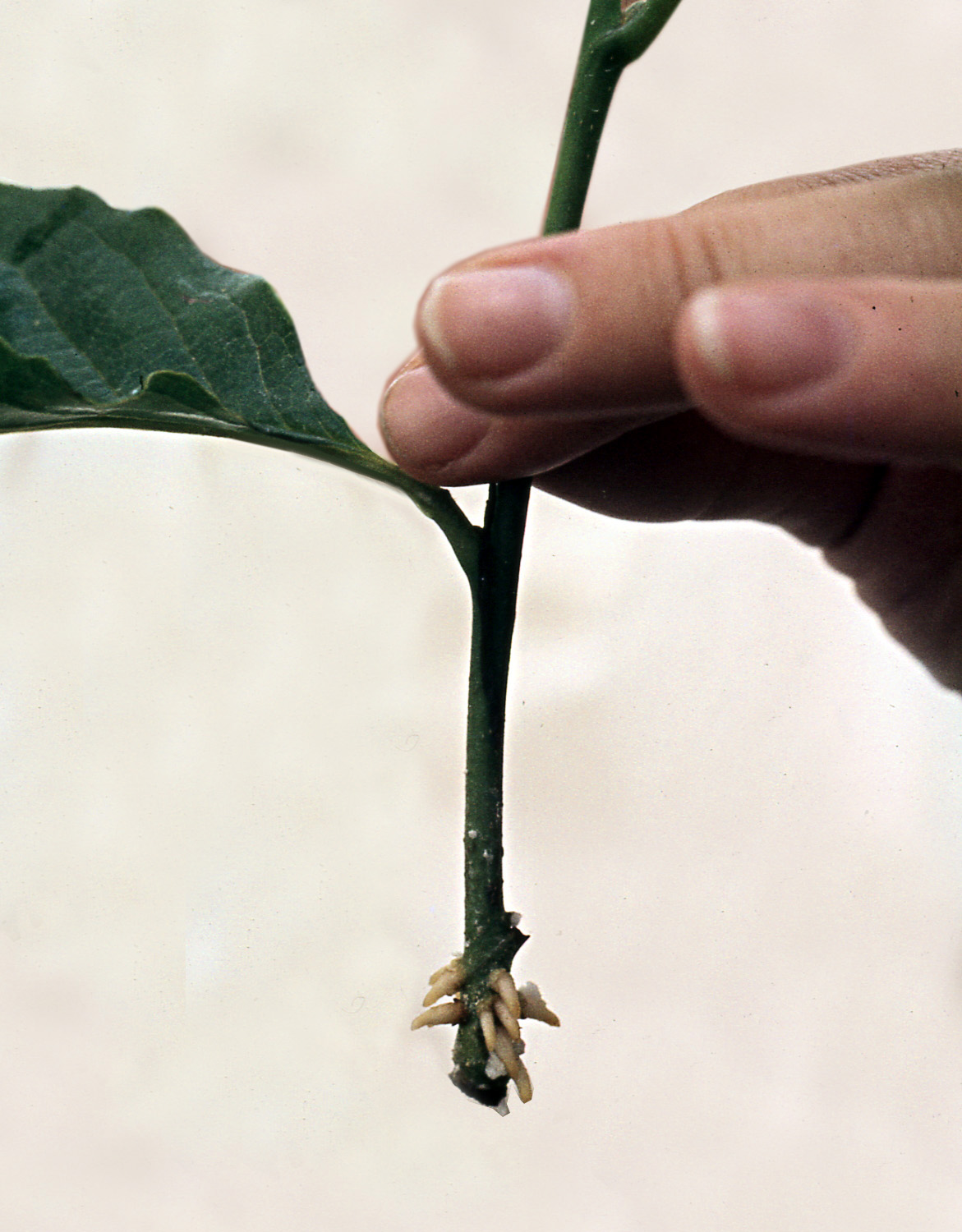
Esqueje de Magnolia comenzando a enraizar

Un esqueje es un fragmento de tallo, o también de hoja o raíz, desgajado o cortado de una planta e introducido en sustrato o directamente en el suelo, para que enraíce con intención de reproducirla. Esta forma se llama reproducción asexual, ya que a diferencia de la sexual, no necesita fecundación.

Las plantas cultivadas de esta manera serán genéticamente idénticas a sus progenitoras, es decir, clones.

## Tipos de esqueje
Según la especie y el período de crecimiento en que se encuentre la planta madre se pueden extraer esquejes de:
- Brotes: estos se cortan en primavera de puntas que tiene crecimiento rápido.
- Ramas tiernas: se cortan algo más tarde que los anteriores, cuando el crecimiento apical de los brotes se ha hecho más lento, pero todavía están verdes.
- Ramas semi-lignificadas: estos se cortan a finales de verano, cuando el crecimiento ha disminuido, y los tallos son más gruesos y fuertes.
- Ramas lignificadas: se toman de árboles y arbustos durante el periodo de latencia, cuando la rama es leñosa. Se las conoce también como estacas.[2]